# Masters de Cincinnati 1996
El Masters de Cincinnati 1996 (también conocido como Great American Insurance ATP Championships por razones de patrocinio) fue un torneo de tenis jugado sobre ¿?. Fue la edición número 95 de este torneo. El torneo masculino formó parte de los Super 9 en la ATP. Se celebró entre el 5 de agosto y el 11 de agosto de 1996.

## Campeones

### Individuales masculinos
Andre Agassi vence a  Michael Chang, 7–6(7–4), 6–4.

### Dobles masculinos
Mark Knowles /  Daniel Nestor vencen a  Sandon Stolle /  Cyril Suk, 3–6, 6–3, 6–4.
| Predecesor: Cincinnati 1995 | Masters de Cincinnati 1996 | Sucesor: Cincinnati 1997 |